# 神話 (爆風スランプの曲)
「神話（しんわ）」は1995年2月22日発売された爆風スランプ27枚目のシングルである。

## 概要
徳間大映製作怪獣映画『ガメラ 大怪獣空中決戦』主題歌。映画監督の金子修介から直々の依頼でサンプラザ中野が作詞をした。「ガメラ」の単語を入れるか否か悩んだが、敢えて入れずとも映画の世界観にリンクするよう言葉を選び、歌詞を練り上げた。
歌の内容は、爆風スランプが映画『バトルヒーター』で知り合った飯田譲治のSFドラマ『NIGHT HEAD』もイメージされている。
アルバム『ピロリ』には、リミックス・ヴァージョンが収録されている。

## 収録曲
1. 神話
作詞：サンプラザ中野　作曲：ファンキー末吉/斉藤かんじ/井上鑑
編曲：井上鑑/爆風スランプ
2. Hey! Hey!トーキョー
作詞：サンプラザ中野　作曲：ファンキー末吉　編曲：井上鑑/爆風スランプ

## 収録アルバム
- ピロリ (#1,2、2曲ともRemix Version)
- SINGLES (#1、Remix Version)
- GOLDEN☆BEST 爆風スランプ ALL SINGLES (#1)
- 40th Anniversary BEST IKIGAI 2024 (#1、2024Retake Ver.)

## その他
『妖怪大戦争 ガーディアンズ』の外伝小説である『妖怪大戦争ガーディアンズ外伝 平安百鬼譚』にて、最終決戦に「玄武」ことガメラが登場しており、初めて見るはずの「玄武」の姿に人間や妖怪が懐かしさを覚える場面にて「子供の頃は感じていた」「目に見えないその力を」「大きな意志の力」と本曲の歌詞が挿入されている。